# 10189 Normanrockwell
10189 Normanrockwell este un asteroid din centura principală de asteroizi.

## Descriere
10189 Normanrockwell este un asteroid din centura principală de asteroizi. A fost descoperit pe 15 mai 1996 la Kitt Peak National Observatory în cadrul proiectului Spacewatch. Asteroidul prezintă o orbită caracterizată de o semiaxă mare de 2,67 ua, o excentricitate de 0,09 și o înclinație de 8,0° în raport cu ecliptica.